# Баграт V од Грузије
Баграт V Велики (грузијски: ბაგრატ В დიდი, Баграт V Диди) (умро 1393. године) из династије Багратион је био син грузијског краља Давида IX и његове супруге, Синдукхтар Џакели. Био је савладар од 1355. године, а постао је краљ након смрти свог оца 1360. године.

## Живот
Праведан и популаран владар, познат и као храбар ратник. Трапезунтски хроничар Михаило Панарет, савременик краља, описује га као „изврсног генерала“.
Касније је био савезник кана Златне Хорде, Токтамиша, у његовом рату са каном Тимуром (познатим и као Тамерлан). У касну јесен 1386. године, огромна Тимурова војска је напала Грузију. Тбилиси је опкољен и заузет 21. новембра 1386. године, после жестоке борбе. Град је опљачкан, а краљ Баграт V и његова породица су затворени. Искористивши ову катастрофу, краљевски вазал војвода Александар I од Имеретије прогласио се за независног владара и крунисао се за краља Имеретије у манастиру Гелати 1387. године.
Да би обезбедио своје пуштање на слободу, краљ Баграт V је пристао да пређе из православног хришћанства и постане муслиман, иако се претпоставља да његово преобраћење није било стварно, већ да је било привидно. Кан Тимур је пристао да ослободи краља Баграта V и послао га са 12.000 војника назад у Грузију. Међутим, уз тајну помоћ краља Баграта V, његов син Ђорђе је потпуно уништио исламску пратњу и ослободио краља.
У пролеће 1387. године, кан Тимур је поново напао Грузију, али није могао да натера Грузијце на покорност. Вест о побуни у Персији и инвазији Златне хорде на Азербејџан приморала је кана Тимура да се повуче.
Године 1389, након смрти краља Александра I Имеретијског, Краљ Баграт V је поново могао да његовог наследника постави за вазалног војводу.
Умро је 1393. године, наследио га је његов син Ђорђе.

## Породица
Ђорђe VII је био син краља Баграта V и његове прве жене, краљице Хелене Велике Комнин, која је умрла 1366. године. У јуну 1367. године, краљ Баграт V се оженио Аном Великом Комнин, ћерком цара Алексија III од Трапезунта и Теодоре Кантакузин у цркви Макријали у Лацији. Имали су четворо деце:
- Константин I
- Давид
- Тамара (касније супруга кнеза Елеса Бараташвилија
- Олимпијада (Улумпиа; касније жена кнеза Кахабера Чијавадзеа).[7]